# Astenodes bimaculata
Astenodes bimaculata är en fjärilsart som beskrevs av Kuznetsov 1966. Astenodes bimaculata ingår i släktet Astenodes och familjen vecklare. Inga underarter finns listade i Catalogue of Life.